# آسانسور فضایی

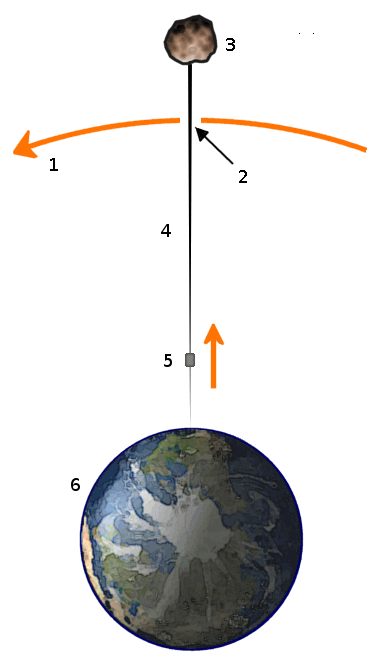
۱-مدار زمین‌هم‌زمان ۲-گرانیگاه آسانسور ۳-وزنهٔ تعادل ۴-کابل ۵-بالارو ۶-زمین.

آسانسور فضایی وسیله‌ای خیالی است که برای انتقال ماده از سطح یک جرم آسمانی به فضا طراحی شده‌است. برای این وسیله طرح‌های بسیاری تصور شده که همهٔ آن‌ها شامل مسافرت به فضا از طریق حرکت در امتداد ساختاری ثابت به‌جای استفاده از موشک‌های فضایی است. طرح کلی این وسیله غالباً به سازه‌ای مربوط می‌شود که از روی سطح زمین – در نزدیکی یا روی استوا – تا مدار پیرامون زمین و فضای بی‌وزنی امتداد داشته باشد.
ایدهٔ آسانسور فضایی نخستین‌بار توسط کنستانتین تسیولکوفسکی در سال ۱۸۹۵ مطرح شد، زمانی که او صحبت از ماشینی تخیلی به اسم «برج تسوکوفسکی» کرد که از سطح زمین تا مدار زمین امتداد داشت. ایده‌هایی که اخیراً دربارهٔ این طرح مطرح می‌شود بیشتر بر وجود سازه‌ای دارای قابلیت انبساط (برای نمونه یک ریسمان دارای قابلیت انعطاف) تأکید می‌شود که از مدار زمین تا سطح آن کشیده شده باشد. این سازه، به همان شکلی که تارهای یک گیتار کشیده شده و محکم‌اند، بین زمین و فضا امتداد پیدا می‌کند. به آسانسور فضایی گاهی نام‌های دیگری نظیر پل فضایی، بالابر فضایی، نربان فضایی، قلاب آسمان، برج مداری و آسانسور مداری نیز نسبت داده می‌شود.
دانش و فناوری کنونی به اندازه‌ای نیست که بتوان به وسیلهٔ آن ابزارهای مهندسی قابل استفاده‌ای ساخت که به اندازهٔ کافی مقاوم و سبک باشند و بشود از آن‌ها در ساخت آسانسور فضایی استفاده کرد. موضوعی که در ابتدا با آن روبه‌رو می‌شویم این است که مجموع جرم وسایل و ابزارهایی که قرار است این سازه را تشکیل بدهند به قدری زیاد است که باعث شکسته‌شدن کابل آسانسور می‌شود. در طرح‌های خیالی‌ای که اخیراً برای آسانسور فضایی مطرح شده‌است، استفاده از موادی که در آن‌ها نانولولهٔ کربنی به عنوان ماده‌ای با قابلیت انعطاف بالا به کار رفته، مورد تأکید قرار گرفته‌است، چرا که مقاومت اندازه‌گیری شده نانولولهٔ کربنی بسیار کوچک به اندازهٔ کافی بالا بوده‌است تا این موضوع را از لحاظ فرضی ممکن سازد. فناوری امروزی تنها توانایی ساخت آسانسوری برای نقاطی از منظومهٔ خورشیدی است که داری جاذبهٔ گرانشی کمتری باشند، مانند سیارهٔ مریخ.